# Rune Carlsten
Rune Carlsten (2 de julio de 1890 - 12 de octubre de 1970) fue un director, actor y guionista teatral y cinematográfico de nacionalidad sueca.

## Biografía
Nacido en Estocolmo, Suecia, su nombre completo era Rune Wilhelm Carlsten. Sus padres eran Eric Carlsten, un comerciante, y Hilma Maria Herdin.
Carlsten cursó estudios en la Universidad de Estocolmo en 1908-1910. Posteriormente trabajó para la compañía teatral de Einar Fröberg (1910–1912), en el Svenska Teatern de Estocolmo (1912–1913), en el Teatro Sueco de Helsinki (1913–1914), en el Intiman (1914–1921), para la Filmindustri AB Skandia (1918–1921), con el Djurgårdsteatern (1917–1921 y 1924–1925), con el Lorensbergsteatern de Gotemburgo (1921–1924), para Bonnierfilm en 1924, AB Alb. Ranfts teater (1925–1926), Teatro Oscar (1926–1932), para el Paramount de París (1929–1932), para Finlandia Film (película Tystnadens hus) en Helsinki en 1933, para el Komediteatern (1932–1933), para el Universum Film AG en Berlín en 1933, para el Rosenbergsatelier de Viena en 1938, y para Jarfilm en Oslo en 1932.
Carlsten empezó a trabajar con el Teatro Dramaten en 1933, donde desempeñó tareas de dirección e interpretación. Entre otras piezas, trabajó con la obra de Hjalmar Söderberg Aftonstjärnan.
Hacia 1930, Carlsten fue uno de los primeros cineastas suecos en experimentar con el cine sonoro. En 1930 empezó a colaborar con el servicio radiofónico Radiotjänst, y fue miembro de la asociación de amigos del Teatro de Drottningholm.
Rune Carlsten falleció en 1970 en Täby, Suecia. Fue enterrado en el Cementerio Norra begravningsplatsen, en Estocolmo. Entre 1916 y 1923 estuvo casado con la actriz Anna Peréus. En 1925 se casó con Dora Söderberg, también actriz, con la cual tuvo un hijo, el actor y director Rolf Carlsten.

## Teatro

### Actor
- 1914 : Boubouroche, de Georges Courteline, escenografía de Einar Fröberg, Komediteatern[3]
- 1914 : Undervattensbåten Svalan, de A Moureaux y J Perard, escenografía de Einar Fröberg, Komediteatern[4]
- 1914 : Arabia land, de Anna Maria Roos, Komediteatern[5]
- 1915 : Attentatet, de Leo Birinski, escenografía de Emil Grandinson, Komediteatern[6]
- 1915 : Djävulen, de Ferenc Molnár, escenografía de Einar Fröberg, Komediteatern[7]
- 1915 : Kärleken till nästan, de Gunnar Heiberg, escenografía de Emil Grandinson, Komediteatern[8]
- 1915 : Las alegres comadres de Windsor, de William Shakespeare, escenografía de Emil Grandinson, Komediteatern[9]
- 1915 : Den politiske kannstöparen, de Ludvig Holberg, escenografía de Einar Fröberg, Komediteatern[10]
- 1915 : Äktenskapets förskola, de Otto Erich Hartleben, escenografía de Einar Fröberg, Komediteatern[11]
- 1915 : Julstugan, de Ludvig Holberg, escenografía de Einar Fröberg, Komediteatern[12]
- 1915 : Moral, de Ludwig Thoma, escenografía de Einar Fröberg, Komediteatern[13]
- 1916 : Gustaf III, de August Strindberg, escenografía de Einar Fröberg, Komediteatern[14]
- 1916 : Generalrepetition på ett dyrbart liv, de Harry Vosberg, escenografía de Albin Lavén, Komediteatern[15]
- 1916 : En gåtfull kvinna, de Robert Reinert, escenografía de Einar Fröberg, Komediteatern[16][17]
- 1916 : Prinsessan och hela världen, de Edgard Høyer, escenografía de Einar Fröberg, Komediteatern[18]
- 1916 : Takrännan, de Gustaf Collijn, escenografía de Gustaf Collijn, Komediteatern[19]
- 1916 : Faunen, de Hermann Bahr, escenografía de Einar Fröberg, Komediteatern[20]
- 1916 : Hannele , de Gerhart Hauptmann, escenografía de Einar Fröberg, Komediteatern[21]
- 1917 : Fädernesland, de Einar Christiansen, escenografía de Einar Fröberg, Komediteatern[22]
- 1917 : Stövlett-Kathrine, de Dikken von der Lyhe Zernichow, escenografía de Einar Fröberg, Komediteatern[23][24]
- 1917 : Ett resande teatersällskap, de August Blanche, escenografía de Einar Fröberg, Komediteatern[25]
- 1917 : En födelsedag på gäldstugan, de August Blanche, escenografía de Einar Fröberg, Komediteatern
- 1917 : Mästertjuven, de Tristan Bernard y Alfred Athis, escenografía de Einar Fröberg, Djurgårdsteatern[26][27]
- 1917 : Elna Hall, de Ernst Didring, escenografía de Ernst Didring, Komediteatern[28]
- 1917 : Pernillas korta frökentid, de Ludvig Holberg, escenografía de Rune Carlsten, Komediteatern[29]
- 1918 : Ricardo III, de William Shakespeare, escenografía de Einar Fröberg, Komediteatern[30]
- 1918 : Under lagen, de Edvard Brandes, escenografía de Einar Fröberg, Komediteatern[31]
- 1918 : Den röde André, de Mikael Lybeck, escenografía de Rune Carlsten, Komediteatern[32]
- 1918 : Köpt och betalt, de George Broadhurst, escenografía de Einar Fröberg, Komediteatern[33]
- 1918 : Narren, de Peter Egge, escenografía de Rune Carlsten, Komediteatern[34]
- 1919 : Balkongen, de Gunnar Heiberg, escenografía de Rune Carlsten, Komediteatern[35]
- 1919 : En gammal ungkarls moral, de William J. Locke, escenografía de Albert Ståhl, Komediteatern[36]
- 1919 : Individernas förbund, de Einar Fröberg, escenografía de Einar Fröberg, Komediteatern[37]
- 1920 : Barnsölet, de Ludvig Holberg, escenografía de Rune Carlsten, Komediteatern[38]
- 1920 : Min far hade rätt, de Sacha Guitry, escenografía de Einar Fröberg, Komediteatern[39]
- 1922 : Sabinskornas bortrövande, de Franz von Schönthan y Paul von Schönthan, escenografía de Knut Ström, Lorensbergsteatern[40]
- 1925 : En sensation hos Mrs Beam, de Charles Kirkpatrick Munro, escenografía de Ernst Eklund, Blancheteatern[41]
- 1925 : Maskopi, de J. E. Harold Terry, escenografía de Rune Carlsten, Djurgårdsteatern[42]
- 1925 : Fröken X, Box 1742, de Cyril Harcourt, escenografía de Rune Carlsten, Djurgårdsteatern[43]
- 1926 : Jeppe på berget, de Ludvig Holberg, Södra Teatern[44]
- 1926 : Dagens hjälte, de Carlo Keil-Möller, escenografía de Rune Carlsten, Södra Teatern[45][46]
- 1926 : Dollar, de Hjalmar Bergman, escenografía de John W. Brunius, Teatro Oscar[47][48]
- 1926 : Vad varje kvinna vet, de J. M. Barrie, escenografía de Pauline Brunius, Teatro Oscar[49]
- 1926 : Svenska Sprätthöken, de Carl Gyllenborg, escenografía de Rune Carlsten, Teatro Oscar[50]
- 1926 : Sanningens pärla, de Zacharias Topelius, escenografía de Rune Carlsten, Teatro Oscar[51]
- 1926 : Han som får örfilarna, de Leonid Andréiev, escenografía de Gosta Ekman, Teatro Oscar[52][53]
- 1926 : Lycko-Pers resa, de August Strindberg, escenografía de Rune Carlsten, Teatro Oscar[54]
- 1927 : Pecks äventyr, de Kaja Malmquist, escenografía de Rune Carlsten, Teatro Oscar[55]
- 1927 : La fierecilla domada, de William Shakespeare, escenografía de Gosta Ekman y Johannes Poulsen, Teatro Oscar[56]
- 1927 : Hennes sista bedrift, de Frederick Lonsdale, escenografía de Pauline Brunius, Teatro Oscar[57]
- 1927 : Dibbuk - Mellan tvenne världar, de S. Ansky, escenografía de Robert Atkins, Teatro Oscar[58][59]
- 1927 : Gamla Heidelberg, de Wilhelm Meyer-Förster, Teatro Oscar[60]
- 1928 : Gustaf III, de August Strindberg, escenografía de Rune Carlsten, Teatro Oscar[61]
- 1928 : Skandalskolan, de Richard Brinsley Sheridan, escenografía de Johannes Poulsen, Teatro Oscar[62][63]
- 1928 : Broadway, de Philip Dunning y George Abbott, escenografía de Mauritz Stiller, Teatro Oscar[64][65]
- 1928 : Patrasket, de Hjalmar Bergman, escenografía de John W. Brunius, Teatro Oscar[66]
- 1928 : Hokus-Pokus, de Curt Goetz, escenografía de Gösta Ekman, Teatro Oscar[67]
- 1929 : Volpone, de Ben Jonson, escenografía de Gunnar Klintberg, Teatro Oscar[68]
- 1929 : Kära släkten, de Gustav Esmann, escenografía de Rune Carlsten, Teatro Oscar[69]
- 1929 : Den svarta skjortan, de Herbert Grevenius, escenografía de Rune Carlsten, Teatro Oscar[70][71]
- 1929 : Dulcie, de George S. Kaufman y Marc Connelly, escenografía de Tollie Zellman, Teatro Oscar[72]
- 1929 : Vid 37:de gatan, de Elmer Rice, escenografía de Svend Gade, Teatro Oscar[73][74]
- 1930 : Henrik VIII, de William Shakespeare, escenografía de Thomas Warner, Teatro Oscar[75][76]
- 1930 : En liten olycka, de Floyd Dell y Thomas Mitchell, escenografía de Gösta Ekman, Teatro Oscar[77]
- 1930 : Äventyr på fotvandringen, de Jens Christian Hostrup, escenografía de Rune Carlsten, Teatro Oscar[78]
- 1930 : Bruden, de Stuart Oliver y George M. Middleton, escenografía de Rune Carlsten, Teatro Oscar[79]
- 1930 : Kära släkten, de Gustav Esmann, escenografía de Rune Carlsten, Teatro Oscar[80]
- 1931 : La fierecilla domada, de William Shakespeare, escenografía de Henny Hellssen, Teatro Oscar[81]
- 1931 : Statister, de Richard Duschinsky, escenografía de Svend Gade, Teatro Oscar[82]
- 1931 : Supé, de Ferenc Molnár, escenografía de Bjørn Bjørnson, Teatro Oscar[83]
- 1932 : Fanny, de Marcel Pagnol, escenografía de Pauline Brunius, Teatro Oscar[84]
- 1932 : Juvelstölden, de Ladislas Fodor, escenografía de Nils Johannisson, Teatro Oscar[85]
- 1932 : Kära släkten, de Gustav Esmann, escenografía de Rune Carlsten, Teatro Oscar[86]
- 1933 : Mäster Olof, de August Strindberg, escenografía de Olof Molander, Dramaten
- 1933 : Pickwick-klubben, de František Langer a partir de Charles Dickens, escenografía de Olof Molander, Dramaten
- 1934 : De hundra dagarna, de Benito Mussolini y Giovacchino Forzano, escenografía de Rune Carlsten, Dramaten
- 1934 : För sant att vara bra, de George Bernard Shaw, escenografía de Rune Carlsten, Dramaten
- 1934 : Un sombrero de paja de Italia, de Eugene Labiche, escenografía de Olof Molander, Dramaten
- 1934 : En hederlig man, de Sigfrid Siwertz, escenografía de Alf Sjöberg, Dramaten
- 1935 : Kvartetten som sprängdes, de Birger Sjöberg, escenografía de Rune Carlsten, Dramaten
- 1935 : Ljuva ungdomstid, de Eugene O'Neill, escenografía de Rune Carlsten, Dramaten
- 1935 : Den gröna fracken, de Gaston Arman de Caillavet, escenografía de Rune Carlsten, Dramaten
- 1936 : Kokosnöten, de Marcel Achard, escenografía de Rune Carlsten, Dramaten
- 1937 : Kungens paket, de Staffan Tjerneld y Alf Henrikson, escenografía de Rune Carlsten, Dramaten
- 1940 : Medelålders herre, de Sigfrid Siwertz, escenografía de Rune Carlsten, Dramaten
- 1942 : Ut till fåglarna, de George S. Kaufman y Moss Hart, escenografía de Alf Sjöberg, Dramaten
- 1950 : Tokiga grevinnan, de  Jean Giraudoux, escenografía de Olof Molander, Dramaten

### Director
- 1917 : Adlig ungdom, de Algot Ruhe, Komediteatern
- 1917 : Kapten Puff eller Storprataren, de Olof Kexél, Komediteatern
- 1917 : Pernilles korte Frøkenstand, de Ludvig Holberg, Komediteatern
- 1918 : Den röde André, de Mikael Lybeck, Komediteatern
- 1918 : Narren, de Peter Egge, Komediteatern
- 1919 : Balkonen, de Gunnar Heiberg, Komediteatern
- 1920 : Barnsölet, de Ludvig Holberg, Komediteatern
- 1920 : Änkleken, de W. Somerset Maugham, Komediteatern
- 1921 : Nju, de Osip Dymov, Komediteatern
- 1922 : Dicky, de Paul Armont y Marcel Gerbidon, Djurgårdsteatern
- 1922 : The Playboy of the Western World, de John Millington Synge, Lorensbergsteatern[87]
- 1924 : Tons Of Money, de Will Evans y Arthur Valentine, Djurgårdsteatern
- 1925 : Maskopi, de J. E. Harold Terry, Djurgårdsteatern
- 1925 : Wanted, A Husband, de Cyril Harcourt, Djurgårdsteatern
- 1926 : Dagens hjälte, de Carlo Keil-Möller, Södra Teatern
- 1926 : Sanningens pärla, de Zacharias Topelius, Teatro Oscar
- 1926 : Lycko-Pers resa, de August Strindberg, Teatro Oscar[88]
- 1927 : Pecks äventyr, de Kaja Malmquist, Teatro Oscar
- 1928 : Gustaf III, de August Strindberg, Teatro Oscar
- 1929 : Den kære familie, de Gustav Esmann, Teatro Oscar
- 1929 : Den svarta skjortan, de Herbert Grevenius, Teatro Oscar
- 1929 : Den kungliga familjen, de George S. Kaufman y Edna Ferber, Teatro Oscar[89]
- 1929 : Ambrosius, de Christian Molbech, Teatro Oscar
- 1930 : Bruden, de Stuart Oliver y George M. Middleton, Teatro Oscar
- 1930 : Äventyr på fotvandringen, de Jens Christian Hostrup, Teatro Oscar
- 1932 : Kära släkten, de Gustav Esmann, Teatro Oscar[90]
- 1933 : Chathams hörna, de Gösta Chatham, Komediteatern
- 1933 : En fågel i handen, de John Drinkwater, Dramaten
- 1933 : Damen i vitt, de Marcel Achard, Dramaten
- 1934 : De hundra dagarna, de Benito Mussolini y Giovacchino Forzano, Dramaten
- 1934 : För sant att vara bra, de George Bernard Shaw, Dramaten
- 1935 : Kvartetten som sprängdes, de Birger Sjöberg, Dramaten
- 1935 : Trots allt, de Henry Bernstein, Dramaten
- 1935 : Ljuva ungdomstid, de Eugene O'Neill, Dramaten
- 1935 : Den gröna fracken, de Gaston Arman de Caillavet, Dramaten
- 1936 : Hittebarnet, de August Blanche, Dramaten
- 1936 : Kokosnöten, de Marcel Achard, Dramaten
- 1936 : Fridas visor, de Birger Sjöberg, Dramaten
- 1937 : Eva gör sin barnplikt, de Kjeld Abell, Dramaten
- 1937 : En sån dag!, de Dodie Smith, Dramaten
- 1937 : Kungens paket, de Staffan Tjerneld y Alf Henrikson, Dramaten
- 1938 : Kvinnorna, de Clare Boothe Luce, Dramaten[91]
- 1939 : Mitt i Europa, de Robert E. Sherwood, Dramaten
- 1939 : Paul Lange och Tora Parsberg, de Bjørnstjerne Bjørnson, Dramaten
- 1939 : Bridgekungen, de Paul Armont y Léopold Marchand, Dramaten
- 1940 : Äventyr på fotvandringen, Teatro Oscar
- 1940 : Medelålders herre, de Sigfrid Siwertz, Dramaten
- 1940 : Den lilla hovkonserten, de Toni Impekoven y Paul Verhoeven, Dramaten
- 1943 : Kungen, de Robert de Flers, Emmanuel Arène y Gaston Arman de Caillavet, Dramaten
- 1945 : Av hjärtans lust, de Karl Ragnar Gierow, Dramaten
- 1948 : En vildfågel, de Jean Anouilh, Dramaten
- 1949 : Como gustéis, de William Shakespeare, Teatro al aire libre de Skansen
- 1951 : Diamanten, de Friedrich Hebbel, Dramaten
- 1956 : El padre, de August Strindberg, Riksteatern[92]
- 1959 : Den politiske kandestøber, de Ludvig Holberg, Dramaten y Folkan

## Teatro radiofónico

### Director
- 1946 : Teater, de Guy Bolton a partir de Somerset Maugham[93]

## Filmografía (selección)

### Actor
- 1917 : Thomas Graals bästa film
- 1919 : Hemsöborna
- 1930 : Den farliga leken
- 1931 : Längtan till havet
- 1931 : Trötte Teodor
- 1933 : Tystnadens hus
- 1933 : Hustru för en dag
- 1935 : Äktenskapsleken
- 1935 : Flickornas Alfred
- 1937 : Snövit och de sju dvärgarna
- 1937 : Konflikt
- 1938 : Herr Husassistenten
- 1939 : Mot nya tider
- 1939 : Spöke till salu
- 1940 : Frestelse
- 1940 : Mannen som alla ville mörda
- 1941 : Hem från Babylon
- 1941 : Fransson den förskräcklige
- 1941 : Lasse-Maja
- 1942 : En sjöman i frack
- 1942 : Doktor Glas
- 1942 : General von Döbeln
- 1943 : Herr Collins äventyr
- 1944 : Den osynliga muren
- 1944 : En dotter född
- 1946 : Eviga länkar
- 1952 : Klasskamrater
- 1954 : Salka Valka
- 1955 : Leka med elden
- 1958 : Mannekäng i rött

### Director
- 1919 : Ett farligt frieri
- 1920 : Robinson i skärgården
- 1920 : Familjens traditioner
- 1920 : Bomben
- 1921 : Högre ändamål
- 1924 : Unge greven ta'r flickan och priset
- 1930 : Hjärtats röst
- 1931 : Halvvägs till himlen
- 1931 : Farornas paradis
- 1933 : Tystnadens hus
- 1938 : Pengar från skyn
- 1942 : Doktor Glas
- 1944 : Räkna de lyckliga stunderna blott
- 1944 : Vändkorset
- 1945 : Svarta rosor
- 1945 : Den allvarsamma leken
- 1946 : Eviga länkar

### Guionista
- 1919 : Ett farligt frieri
- 1920 : Robinson i skärgården
- 1920 : Familjens traditioner
- 1920 : Bomben
- 1921 : Högre ändamål
- 1924 : Unge greven ta'r flickan och priset
- 1942 : Doktor Glas
- 1945 : Den allvarsamma leken